# Petrothrincus circularis
Petrothrincus circularis är en nattsländeart som beskrevs av Barnard 1934. Petrothrincus circularis ingår i släktet Petrothrincus och familjen Petrothrincidae. Inga underarter finns listade i Catalogue of Life.